# Aydın (pokrajina)
Pokrajina Aydın (turski: Aydın ili) je jedna od 81 turskih pokrajina koja se nalazi na jugozapadu Turske. U pokrajini, po podacima iz 2010., živi 989.862 stanovnika.
Pokrajina nosi ime po glavnom gradu provincije - Aydınu.

## Geografske karakteristike
Pokrajina leži uz obale Egejskog mora, na površini od 8.007 km², na jugozapadu zemlje. Pokrajinu oplakuje najveća rijeka tog dijela zemlje Büyük Menderes.

## Administrativna podjela
Pokrajina Aydın administrativno je podjeljena na 17 okruga (ilçeler);
| - Aydın - Bozdoğan - Buharkent - Çine - Didim - Germencik - Incirliova - Karacasu - Karpuzlu | - Koçarlı - Köşk - Kuşadası - Kuyucak - Nazilli - Söke - Sultanhisar - Yenipazar |

## Vanjske poveznice
- Službene stranice pokrajine (tur.)